# There’s Something about Remy: Based on a True Story
There’s Something about Remy: Based on a True Story – pierwszy solowy album amerykańskiej raperki Remy Ma.

## Lista utworów
1. "Pun's Words" – 0:40
2. "She's Gone" – 2:54
3. "Lights, Camera, Action" – 3:23
4. "Tight" (feat. Fat Joe) – 4:21
5. "Whuteva" – 3:46
6. "Conceited Messages (Skit)" (feat. Roc Raida) – 1:46
7. "Conceited" – 3:39
8. "Feel So Good" (feat. Ne-Yo) – 4:02
9. "I'm" – 4:07
10. "Thug Love With, Big Pun" – 3:58
11. "Secret Location" – 3:38
12. "In-Da-Street (Skit)" (featuring Roc Raida) – 0:16
13. "Bilingual" (feat. Ivy Queen) – 4:03
14. "Conscience (Skit)" (feat. Roc Raida & Wize G) – 0:58
15. "Guilty" – 2:57
16. "Crazy" – 4:02
17. "What's Going On" (feat. Keyshia Cole) – 3:55
18. "Still" – 5:02